# Another Suitcase in Another Hall
«Another Suitcase in Another Hall» es una canción interpretada por la cantante escocesa Barbara Dickson e incluida en el álbum conceptual Evita (1976), que contiene las canciones del musical del mismo nombre y que está basado en la vida de la política argentina Eva Perón. Compuesta por Tim Rice y Andrew Lloyd Webber, se presenta durante la secuencia donde Eva echa a la amante de su esposo a la calle; ella canta el tema preguntándose sobre su futuro y llegando a la conclusión de que estará bien. Los compositores contrataron a Dickson para que grabase la pista luego de escuchar sus trabajos previos.
Rice y Webber le pidieron grabar la canción utilizando un tono más alto del que Dickson acostumbraba, por lo que sonó más joven como su personaje. Con la incorporación de instrumentos como la guitarra, la marimba, el arpa y el teclado, su voz posee un registro de soprano. La compañía discográfica MCA Records la publicó el 7 de febrero de 1977 como el segundo sencillo del álbum, tras «Don't Cry for Me Argentina», y alcanzó el puesto número 18 de la lista británica UK Singles Chart. Tiempo después, Dickson comentó que no le gustó su versión grabada, por lo que empleó un arreglo diferente durante sus presentaciones posteriores.
Tras su publicación, el tema ha sido versionado por varios artistas, entre ellos Elaine Paige, Marti Webb, Kimberley Walsh, de la banda Girls Aloud, y la actriz Samantha Barks. Otra versión notable fue grabada por la cantante estadounidense Madonna, que interpretó a Eva Perón en la adaptación cinematográfica del musical, también titulada Evita, de 1996. La compañía Warner Bros. la puso a la venta como el tercer y último sencillo de la banda sonora de la película, únicamente en Europa, el 3 de marzo de 1997. Obtuvo comentarios muy positivos de los críticos y llegó a los diez primeros puestos en Bélgica, Italia y el Reino Unido.

## Antecedentes y grabación
«Another Suitcase in Another Hall» fue compuesta por Tim Rice y Andrew Lloyd Webber mientras desarrollaban el musical Evita de Broadway en 1976. Ambos estaban muy intrigados por las historias que rodeaban la vida de Eva Perón mientras investigaban sobre ella durante mediados de la década de 1970. También llegaron a saber sobre su esposo, Juan Domingo Perón, y su afinidad por las mujeres jóvenes, por lo que Rice y Webber decidieron utilizar este tema como uno de los trasfondos detrás del ascenso de Eva y Juan al poder. En el musical original, la canción es interpretada por el personaje de la amante de Perón —en el rol de Siobhán McCarthy— luego de que su futura esposa, Eva, la «echara» a la calle. Según el director Michael Grandage, la historia «provino» de un supuesto cuento de hadas como la interpretación de Eva y Juan, «desvelando sus ambiciones y personalidades despiadadas». Desde el punto de vista de una producción, también concedió a Grandage mostrar la crueldad de Eva, cuando su esposo le permite deshacerse de su «amante». Al final, la chica se queda en la calle sin un lugar a dónde ir, y es entonces cuando canta la canción.

Es una melodía particularmente conmovedora que debe jugar con las emociones del público. La amante sabía claramente lo que estaba haciendo al dormir con un hombre mayor, y aun así también hay algo expletivo sobre ello. El público debería disfrutar la mala intención de Eva, pero también deberían dedicar [tiempo] sobre la situación del desalojo de una mujer joven. La narración de esta sección está tan bien estructurada que es obvio que el viaje de la amante se completa por su salida. Esto permite al público dedicar un solo momento mientras también aprenden más sobre el personaje de Eva y Perón a medida que avanza la historia.

«Another Suitcase in Another Hall» fue grabada por Barbara Dickson en 1976 para el álbum conceptual Evita, que eventualmente se convirtió en el musical; Dickson no apareció en él. Rice y Webber ya habían elegido a la actriz Julie Covington para que cantara la parte de Eva, por lo que tenían el apoyo de otro personal vocal. Ambos supieron de Dickson luego de que protagonizara recientemente el musical de Willy Russell John, Paul, George, Ringo ... and Bert e ingresara a la lista británica UK Singles Chart con su versión de «Answer Me» (1976), de David Whitfield y Frankie Laine. La cantante y su representante, Bernard Theobald, tuvieron una discusión con los compositores sobre protagonizar el musical, pero declararon que su voz era «muy suave» para cantar los números en Evita, por lo tanto, le ofrecieron una canción que no era interpretada por el personaje de Eva, y fue «Another Suitcase in Another Hall». En una entrevista concedida al tabloide Daily Express, declaró que pese a no haber participado en el musical, se las arregló «en conseguir un éxito para ellos, lo cual fue agradable».

## Composición

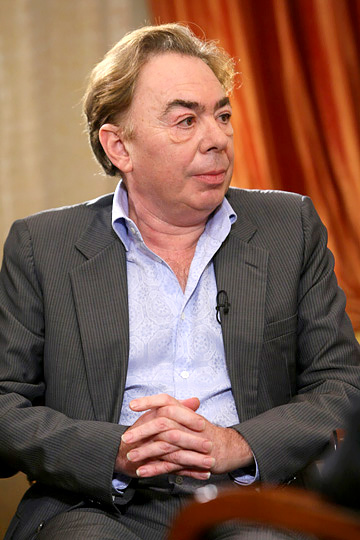
Andrew Lloyd Webber, uno de los compositores de «Another Suitcase in Another Hall».

Dickson recordó que durante las sesiones de grabación, Webber le pidió que cantara en un registro más alto al que ella acostumbraba, puesto que la «amante» era una adolescente y debía sonar más joven. Antes de la secuencia del desalojo de la amante, que ocurre en el acto I del musical, el personaje de Eva canta «Hello and Goodbye» y luego comienza «Another Suitcase in Another Hall». Un rasgueo suave en arpegio anuncia la música introductoria. Dickson canta el primer verso y el estribillo, que se repite dos veces cuando recita So, what happens now? —«¿Y qué sucede ahora?»—, y pregunta por su futuro, concluyendo que ella va a sobrevivir. Para el segundo verso, la letra refleja en este patrón recurrente sobre ser expulsado de la vida de los hombres, y los versos finales tienen una perspectiva más positiva hacia la vida del sujeto. Termina con la amante preguntado Where am I going to? —«¿Dónde voy a ir?»— mientras una voz masculina dice de forma calma Don't ask anymore —«Ya no preguntes»—. En 2004, el autor Rikky Rooksby publicó el libro The Complete Guide to the Music of Madonna, donde escribió sus pensamientos sobre la popularidad de la canción:

Eva es el centro de atención [en la canción], pero la letra no permite una transferencia de significado fuera del contexto de su historia. Parte de la popularidad del tema radica en la manera que esta encuentra una imagen —la maleta en el corredor— para expresar la naturaleza nómada de la civilización moderna, la sensación de desarraigo urbano que mucha gente experimenta. El tema del traslado constante le otorga una nota resonante.

«Another Suitcase in Another Hall» cuenta con la incorporación de instrumentos como la guitarra, la marimba, el arpa y el teclado; la voz de Dickson posee un registro de soprano. El autor Mark Ross Clark señaló en su libro The Broadway Song: A Singer's Guide que su voz representa diferentes tipos de emociones, con la corrección de pitch en la nota do central más baja, y contrasta las letras con una «serenidad subyacente». Asimismo, su voz le permitió cantar la línea So, what happens now? en mi♭ mayor. La canción es aguda para hacer que sus sílabas parezcan difíciles de cantar.

## Publicación y recepción
Luego de que el primer sencillo del álbum, «Don't Cry for Me Argentina», obtuviese un éxito comercial, «Another Suitcase in Another Hall» fue publicado como el segundo de Evita el 7 de febrero de 1977. Un crítico de Melody Maker lo calificó como «agradable», «conmovedor» y «hermoso», y afirmó «cuán afortunados son Lloyd Webber y Rice de tener a Julie Covington y ahora a Dickson para añadir la carne y los huesos a las canciones que, de lo contrario, podrían ser restos de melodramas sentimentales. Un gran éxito». Fue el segundo sencillo de Dickson en ingresar a la lista UK Singles Chart, luego de «Answer Me» en 1976. Apareció por primera vez el 26 de febrero de 1977 en el puesto número 44 y, luego de cuatro ediciones, alcanzó su posición más alta en el 18; permaneció en el conteo un total de siete semanas.
Debido a la voz aguda empleada en la grabación, Dickson reveló años después que nunca le gustó la versión original por esa razón y creyó que no sonaba como ella en el tema. Por este motivo, cantó en su tono actual y comentó que «la canción podría haber sido compuesta para una niña adolescente, pero la experiencia de ser abandonada por un hombre es única, las mujeres de todas las edades pueden entender[lo]. Creo que tienes que ser honesto con las canciones y contigo mismo». El director musical de la cantante, Ian Lynn, arregló la pista de manera diferente a la grabada para el álbum para que así pudiese interpretarla en sus presentaciones posteriores.

## Versiones de otros artistas

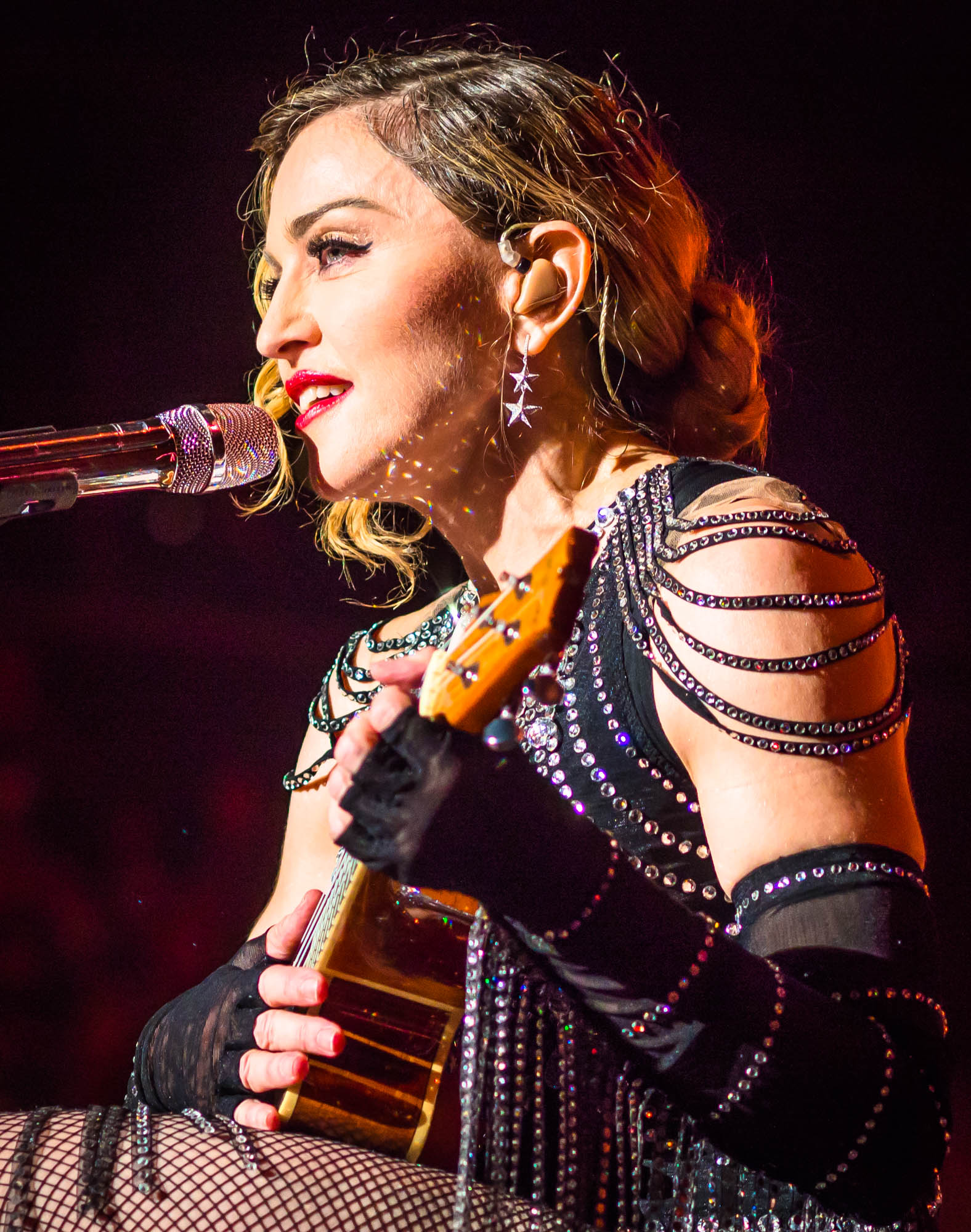
En 1996, la cantante estadounidense Madonna (fotografiada en 2015) grabó su versión de «Another Suitcase in Another Hall» para la banda sonora de la película Evita, donde interpretó a Eva Perón.

Desde su publicación, varios artistas versionaron «Another Suitcase in Another Hall». Una de las primeras fue la cantante británica Elaine Paige para su disco de 1983 Stages. Sarah Brightman, quien estuvo casada con Lloyd Webber desde 1984 hasta 1990, grabó su versión para el álbum recopilatorio The Andrew Lloyd Webber Collection, puesto a la venta en diciembre de 1997. El músico Hank Marvin creó una versión instrumental para su álbum tributo Hank Marvin and the Shadows Play the Music of Andrew Lloyd Webber and Tim Rice (1997), y la cantante neozelandesa Hayley Westenra la interpretó en su disco Walking in the Air (2000). Una versión realizada por la actriz Marti Webb figuró en Music & Songs From Evita, de 1995; William Ruhlmann de Allmusic, que calificó al álbum con tres estrellas y media de cinco, comentó que Webb es tímida y melancólica en la canción, pero de una manera convincente, «adoptando así una personalidad totalmente diferente a su audaz y descarada Evita en el resto del álbum». Kimberley Walsh, de la banda británica Girls Aloud, grabó el tema para su álbum debut Centre Stage, que fue elogiada por Matthew Horton, del sitio Virgin Media, quien señaló que hay un «sollozo en su voz, y el efecto es cautivador». En el concierto tributo Andrew Lloyd Webber: 40 Musical Years, la canción fue interpretada por la actriz manesa Samantha Barks.
En 1996, Madonna actuó como Eva Perón en la adaptación cinematográfica del musical, también titulada Evita, dirigida por Alan Parker y coprotagonizada por Jonathan Pryce y Antonio Banderas. La cantante grabó su versión del tema para la banda sonora del filme, y fue publicada por la compañía discográfica Warner Bros. Records como el tercer y último sencillo —luego de «You Must Love Me» y «Don't Cry for Me Argentina»— únicamente en Europa, el 3 de marzo de 1997. A diferencia del musical, en la película ella la canta después de terminar su relación con Agustín Magaldi y decide que quiere mejorar su vida. La versión obtuvo comentarios muy positivos de los críticos y periodistas musicales, quienes elogiaron su voz por darle más vulnerabilidad al personaje de Eva, además de ser calificada como «maravillosa» por publicaciones como The Washington Post y Allmusic. Desde el punto de vista comercial, llegó a los diez primeros puestos en Bélgica, Italia y el Reino Unido, y su vídeo musical cuenta con imágenes de escenas del filme.

## Lista de canciones
| Sencillo de 7" |                                                              |          |  |
| N.º            | Título                                                       | Duración |  |
| 1.             | «Another Suitcase in Another Hall» (versión del álbum)       | 3:00     |  |
| 2.             | «Requiem for Evita» (Coro y Orquesta Filarmónica de Londres) | 3:05     |  |

## Posicionamiento en listas
| País (Lista 1977)              | Mejor posición |
| ------------------------------ | -------------- |
| Reino Unido (UK Singles Chart) | 18             |

## Créditos y personal
- Barbara Dickson: voz.
- Tim Rice: composición.
- Andrew Lloyd Webber: composición, producción y orquesta.
- Nigel Wright: productor y mezcla.
- Denis Blackham: mezcla y masterización en Master Room Studios.

Créditos tomados de las notas del sencillo de 7".